# Freudenstadt
Freudenstadt és una localitat alemanya, capital del districte homònim, està situada a la regió de Karlsruhe, a l'Estat federat de Baden-Wurtemberg. Els centres poblats més propers són Offenburg, a uns 36 km a l'oest; i Tubinga, a 47 km a l'est.
La gran ciutat de districte es troba en un altiplà alt en l'extrem nord-oriental de la Selva Negra i és ben coneguda pel seu aire fresc. La seva ciutat antiga és famosa per posseir el mercat més gran a Alemanya. Després de Horb am Neckar, és la segona ciutat més gran del districte de Freudenstadt. La localitat té una administració associada amb les comunitats de Bad Rippoldsau-Schapbach i Seewald.
Freudenstadt és un balneari climàtic de renom internacional. En els segles segle xix i segle xx, els visitants notables van incloure a Jorge V del Regne Unit, John D. Rockefeller i l'escriptor estatunidenc Mark Twain. Quant als alemanys que consideraven a Freudenstadt com la seva segona llar es pot esmentar a l'inspector Friedrich Kellner, el diari del qual, escrit en secret durant la Segona Guerra Mundial, ha estat objecte d'un documental canadenc.
Amb els seus nombrosos hotels i posades i la seva alta cuina, Freudenstadt continua sent un lloc de vacances popular per als alemanys de tot arreu del país.